# Mike Fratello
Mike Fratello, właśc. Michael Robert Fratello (ur. 24 lutego 1947 w North Haledon) – amerykański trener koszykarski, analityk oraz komentator. Zdobył tytuł Trenera Roku NBA.
W latach 1990–1993 pracował jako analityk NBA dla stacji NBC, gdzie pracował wraz z Marvem Albertem, analizując w bardzo kreatywny sposób zagrania na ekranie TV. Tę samą funkcję sprawował w Turner Sports podczas NBA play-offs 1994–1996, rund zasadniczych  1999–2004 oraz play–offs 2007. Od 2009 do 2013 pracował z Marvem Albertem, Steve’em Kerrem, Dickiem Stocktonem, Kevinem Harlanem oraz Reggiem Millerem dla stacji TNT. Pojawiał się też regularnie w NBA TV.
W trakcie całej swojej kariery trenerskiej w NBA, na stanowisku głównego trenera zanotował 667 zwycięstw oraz 548 porażek. Prowadzone przez niego zespoły kwalifikowały się do rozgrywek posezonowych 11 razy w ciągu 15 lat.
28 lutego 2011 roku został oficjalnie ogłoszony trenerem kadry narodowej Ukrainy.

## Osiągnięcia
- Trener Roku NBA (1986)[1]
- Członek Italian American Sports Hall of Fame

Reprezentacja Ukrainy
- Uczestnik mistrzostw świata (2014 – 18. miejsce)[2]
- Uczestnik mistrzostw Europy (2011 – 17. miejsce, 2013 – 6. miejsce)[2]